# La Fuertezza
La Fuertezza war ein italienisches Musikprojekt, das Ende der 1990er-Jahre aktiv war.
Hinter dem Projekt standen der Musikproduzent Paolo Verlanzi und der DJ Marco Valentini. Ab 1997 veröffentlichten die beiden beim Mailänder Label New Music International eine Reihe von Remixes, die auf die Kombination von Dance und lateinamerikanischer Musik, insbesondere Flamenco, setzten. Bei Auftritten bestand das Projekt aus drei Musikern und zwei Sängerinnen und Tänzerinnen. Mit dem Instrumentaltrack 2 the Night von Ottmar Liebert, ursprünglich aus dem Soundtrack des Films Amore Amore (Il ciclone) von Leonardo Pieraccioni, gelang La Fuertezza im März 1997 der Sprung an die Spitze der italienischen Singlecharts. Das Lied fand auch im Ausland Beachtung. Doch trotz weiterer Veröffentlichungen blieb das Projekt ein One-Hit-Wonder.

## Belege
1. ↑  Guido Racca & Chartitalia: Top 100 FIMI Singoli. Lulu, 2013, S. 95.
2. ↑  La Fuertezza – 2 The Night. In: Ultratop.be. Hung Medien, abgerufen am 2. April 2020.
3. 1 2  Il gruppo lanciato da Pieraccioni. Il Flamenco dance al Kiwi di Piumazzo con La Fuertezza. In: Gazzetta di Modena. 31. Januar 1998 (gelocal.it [abgerufen am 3. April 2020]).